# Баулер (Нойербург)
Баулер (нем. Bauler) — община в Германии, в земле Рейнланд-Пфальц.
Входит в состав района Айфель-Битбург-Прюм. Подчиняется управлению Нойербург. Население составляет 69 человек (на 31 декабря 2010 года). Занимает площадь 6,04 км².